# Scythris bifractella
Scythris bifractella is een vlinder uit de familie dikkopmotten (Scythrididae). De wetenschappelijke naam van deze soort is voor het eerst geldig gepubliceerd in 1917 door Rebel.
De soort komt voor in tropisch Afrika.